# Бутин

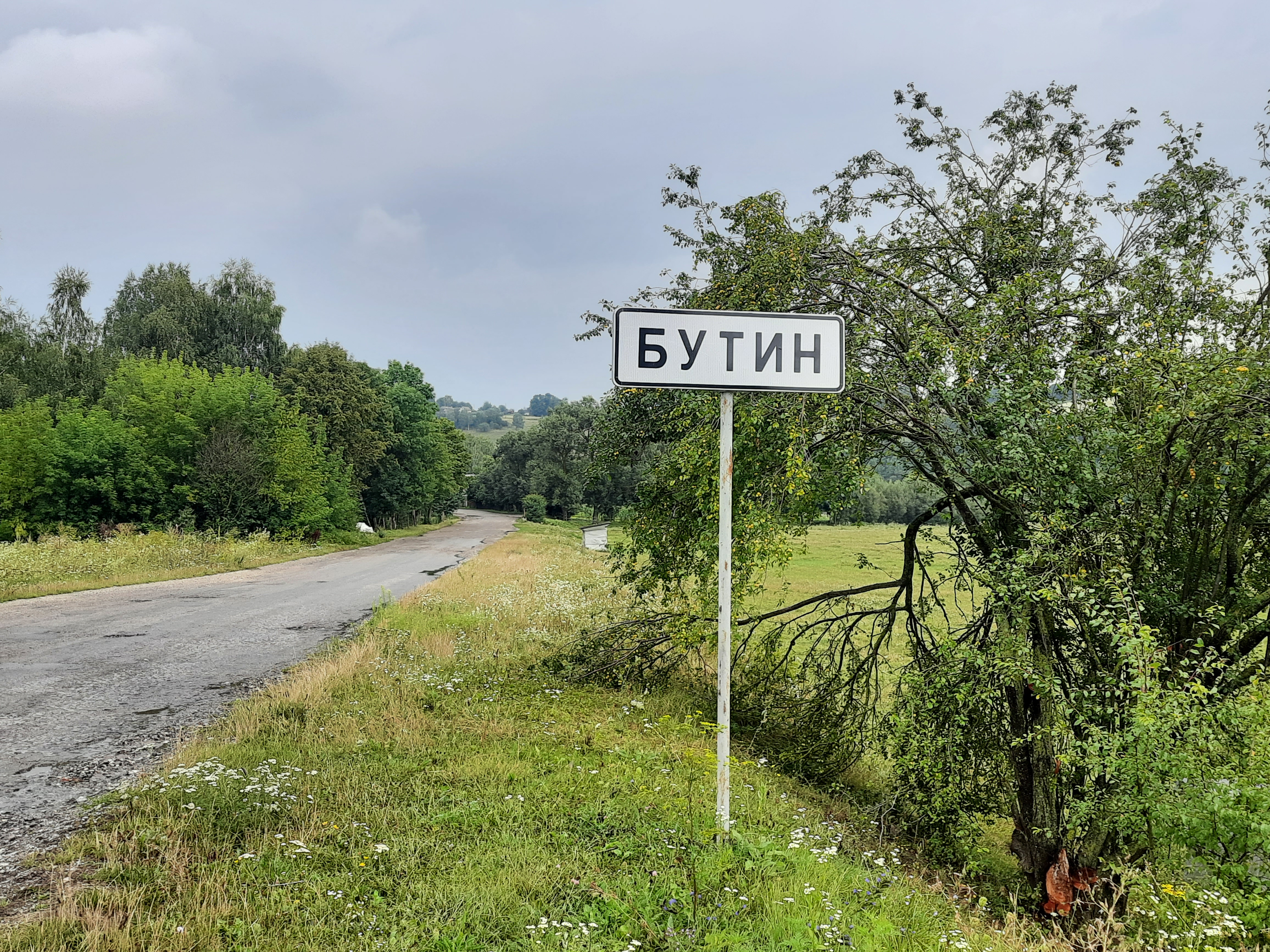
Дорожній знак при в'їзді в село

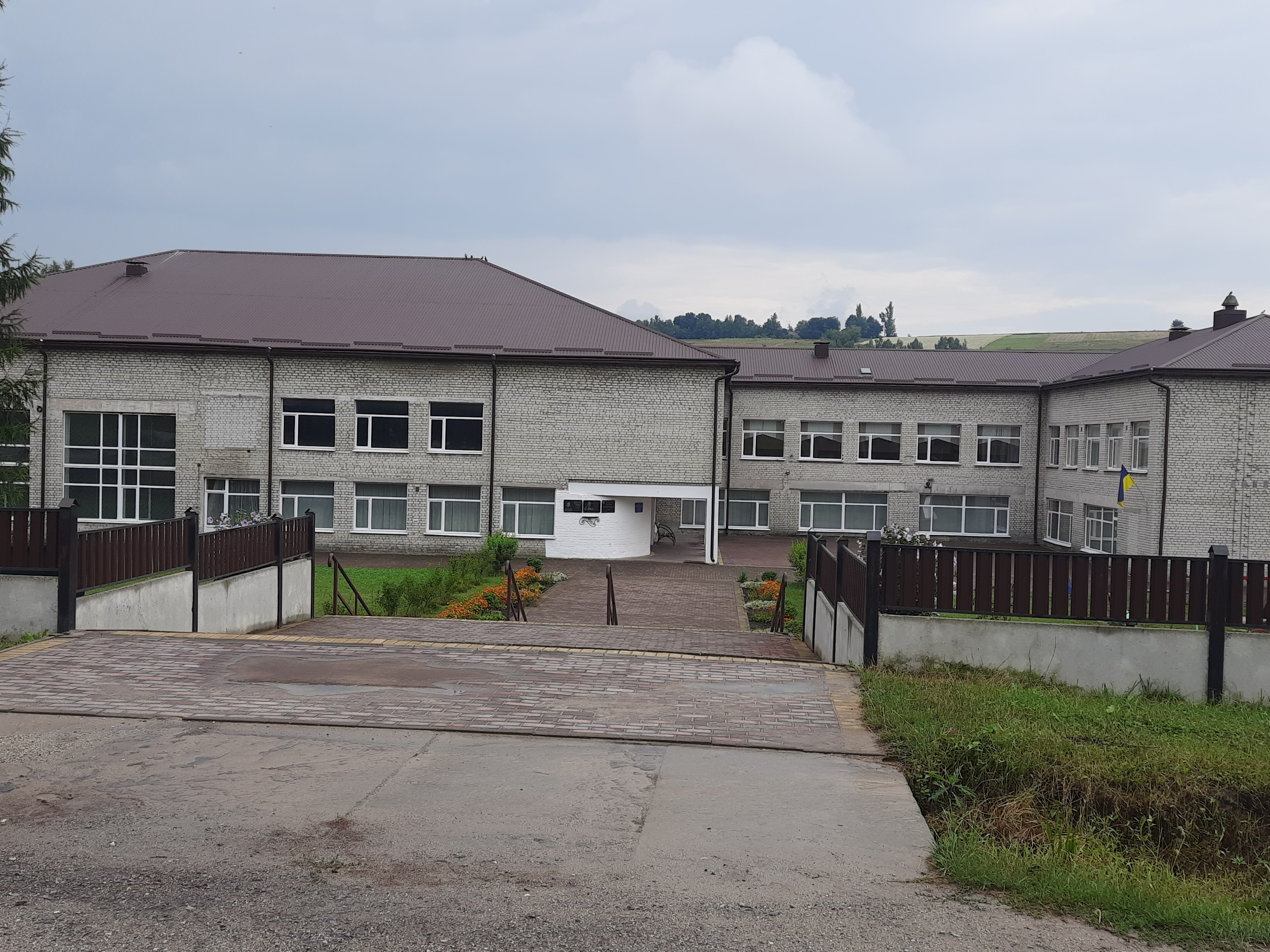
Школа

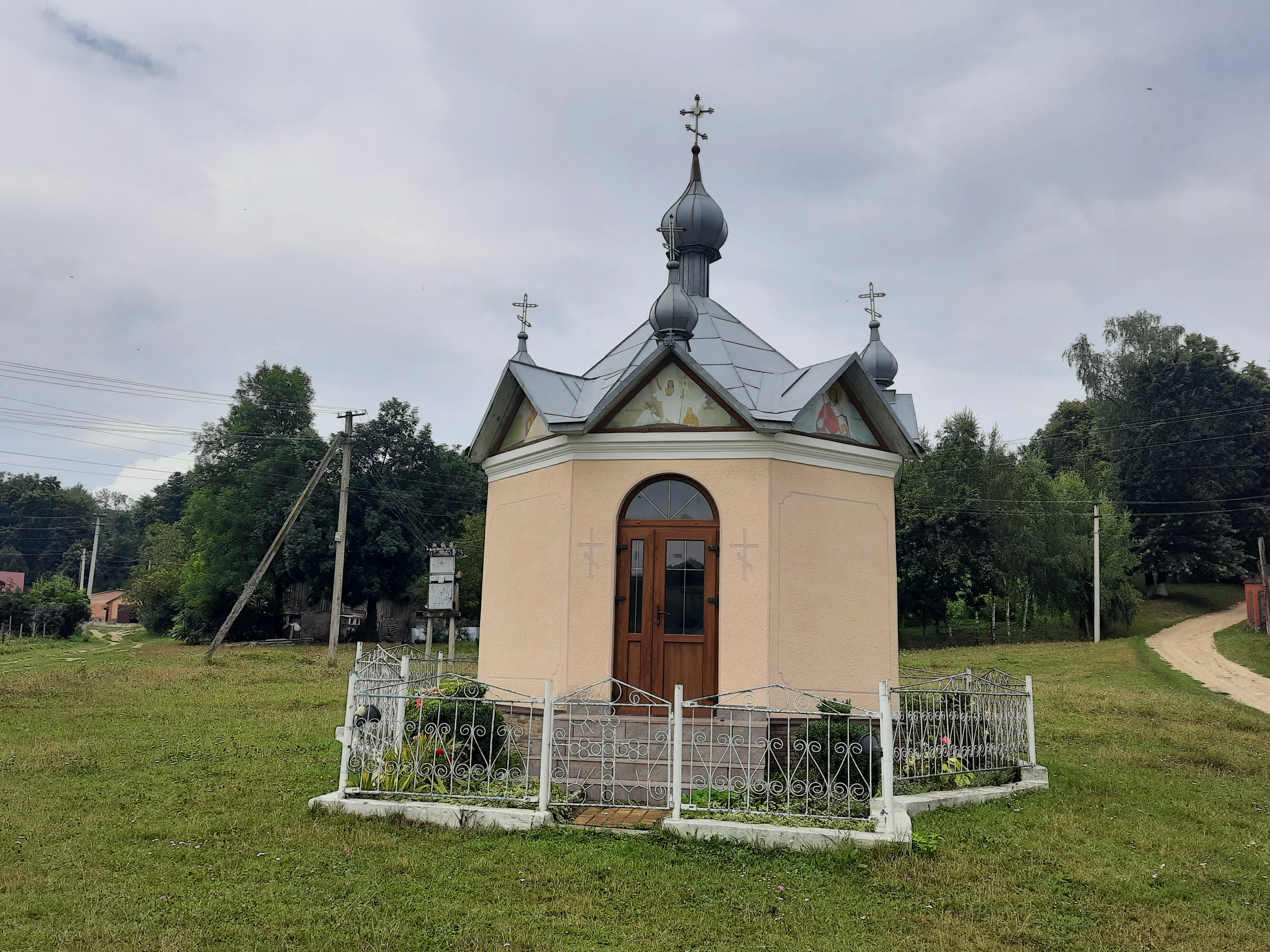
Капличка

Бути́н — село в Україні, у Вишнівецькій селищній громаді Кременецького району Тернопільської області. Розташоване на лівому березі річки Горинь, на півдні району. До 2015 було центром Бутинської сільської ради. Від вересня 2015 року ввійшло у склад Вишнівецької селищної громади. До села приєднано хутори Дзвеняцький і Поляни.
Населення — 517 осіб (2003).

## Походження назви
Назва села походить, ймовірно, від зрубаного лісу (збрут — бут).

## Історія
Перша писемна згадка припадає на 9 липня 1463 року. В цей день у Луцьку три брати – Василь, Семен і Солтан Васильовичі, «отчині і дідичі Збаразькі» (сини князя Василя Федоровича Несвізького) офіційно поділили батьківські маєтки. У цьому документі перераховано переважно більшість сіл Збаражчини (і не тільки), що відійшли князям.
Зокрема, Солтану Васильовичу надано два Бутини, Городок, Манів, Олексинець, два Вишнівці, села Караєвичі, Обарів і Тинне в Луцькому повіті та інші села переважно на Шумщині та Лановеччині в Крем'янецькому повіті. 
Процитований документ зберігається в архіві князів Любартовичів Сангушків у Славуті (Archiwum książąt Lubartowiczow Sanguszkow w Sławucie. T.1 1366-1506. S.53).
1582 — власність М. Збаразького, 1764 — К. Мнішек.
На 1936 рік село включено до ґміни  Вишневець Кременецького повіту.
12 червня 2020 року, відповідно до Розпорядження Кабінету Міністрів України від  № 724-р «Про визначення адміністративних центрів та затвердження територій територіальних громад Тернопільської області», село увійшло до складу Вишнівецької селищної громади.
19 липня 2020 року, в результаті адміністративно-територіальної реформи та ліквідації Збаразького району, село увійшло до складу новоутвореного Кременецького району.

## Населення
Згідно з переписом УРСР 1989 року чисельність наявного населення села становила 662 особи, з яких 322 чоловіки та 340 жінок.
За переписом населення України 2001 року в селі мешкало 608 осіб.

### Мова
Розподіл населення за рідною мовою за даними перепису 2001 року:
| Мова       | Відсоток |
| ---------- | -------- |
| українська | 99,51 %  |
| російська  | 0,33 %   |
| молдовська | 0,16 %   |

## Релігія

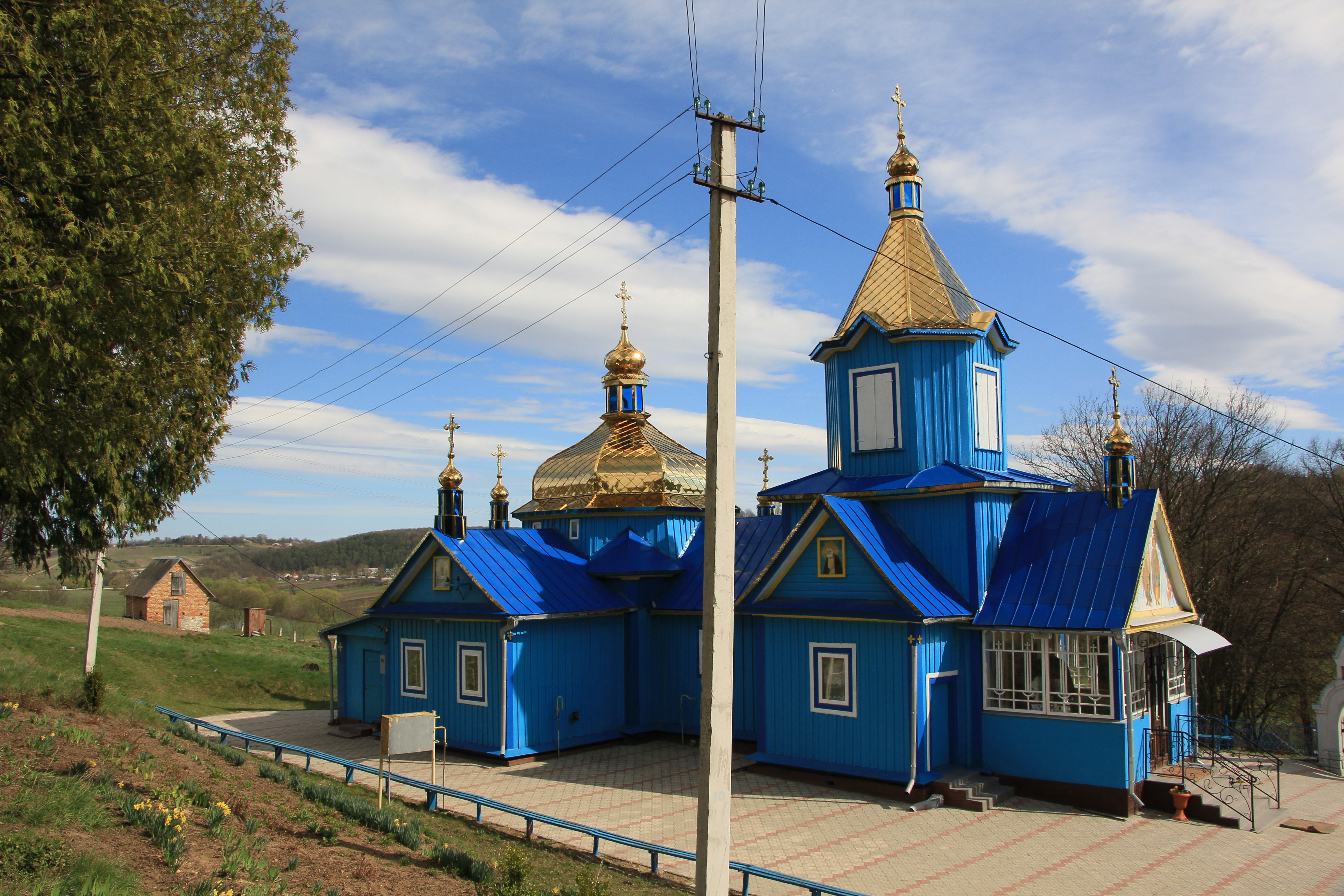
Дерев'яна церква святого Архистратига Михаїла

Є церква святого Архистратига Михаїла, що належить до Православної церкви України (1880), капличка Божої Матері та нова капличка (1999), дві «фігури».
Перехід з УПЦ МП до УПЦ КП
Причиною переходу вірян з московського до київського патріархату стала відмова священика о. Віталія УПЦ МП служити службу за упокій душ убитих на Майдані героїв та здійснювати богослужіння в церкві українською мовою, а на день Незалежності о. Володимир, якого прислали на парафію замість попереднього, взагалі не відправляв молебень за Україну.
Перший збір підписів провели в лютому 2014-го, а влітку аналогічне опитування провели прихильники Московського патріархату, які при тому сфальшували підписи, записавши туди не тільки мешканців Бутина, а й Вишнівця, Загороддя, Кременеччини і навіть Львівщини. Тому члени виконкому, депутати сільської ради, актив села вдруге змушені були збирати підписи. Прихильники Московського патріархату на почергові богослужіння не погоджувалися. Втретє підписи уже збирали у вересні: із 440 жителів Бутина «за» перехід церковної громади до УПЦ Київського патріархату виступили 232 осіб (а також жителі села Поляни, які є прихожанами храму), 11 — «проти», 16 — «утрималися», 60 — відмовилися ставити свої підписи. Останній раз підписи збирали із внесенням паспортних даних людей, щоб не було ніяких спекуляцій і все було в правовому полі.
Але прихильники Московського патріархату не пускали людей до церкви. Для врегулювання конфлікту долучився Збаразький РВ УМВС України й особисто начальник райвідділу Ігор Саган та його заступник Віталій Присяжнюк. Підтримати громаду приїхали активісти «Правого сектора» та Василь Лабайчук — лідер «Правого сектора Тернопільщини».
5 жовтня 2014 року церква святого Архістратига Михаїла села Бутин, згідно з рішенням обласної влади про перереєстрацію статуту громади УПЦ КП, перейшла під юрисдикцію Української православної церкви Київського патріархату.
12 жовтня 2014 року на запрошення вірян УПЦ КП Архієпископ Тернопільський, Кременецький і Бучацький Нестор звершив літургію в місцевому храмі Святого Архістратига Божого Михаїла.
Прихильники Московського патріархату подали позов до суду. Рішенням Тернопільського окружного адміністративного суду від 11 липня 2016 року позивачеві відмовлено, однак у касаційній інстанції всі рішення по справі були скасовані та повернуті на початковий розгляд, проте ще до кінця судової справи стало відомо, що бутинська громада УПЦ МП збирається будувати собі інше молитовне приміщення. Тим часом віряни відвідують богослужіння в сусідньому селі Кинахівцях.
23 вересня 2018 року в Бутині освятили новий храм УПЦ МП на честь святителя Феодосія Чернігівського.

## Соціальна сфера
Діють загальноосвітня школа І-ІІІ ступенів, бібліотека, млин (2001), два ПАП — «Андрощук» та «Добрий самарянин».